# Frank Belfrage
Frank Kurt Claude Belfrage, född 13 mars 1942 i Stockholm, är en svensk diplomat som varit verksam bland annat som ambassadör och som kabinettssekreterare under utrikesminister Carl Bildt från 2006 till 2014.

## Utbildning
Belfrage blev civilekonom vid Handelshögskolan i Stockholm 1965. Genom att ta emot ett statligt stipendium för utlandsvistelse förband han sig att vid hemkomsten genomgå Utrikesdepartementets diplomatutbildning.

## Diplomatkarriär
Belfrage inträdde vid Utrikesdepartementet (UD) 1965. Efter avslutad diplomatutbildning blev han kvar och anställdes som karriärdiplomat. Sedan dess har Belfrage haft utlandsposteringar vid de svenska beskickningarna till Wien, vid svenska FN-representationen i New York och London, innan han blev svensk ambassadör till Saudiarabien med postering i Riyadh och sidoackrediterad i Muskat och Sanaa 1984–1987.
Från 1987 till 1991 var Belfrage åter i Sverige och verkade vid Utrikesdepartementet som departementsråd med ansvar för handelsfrågor. Under regeringen Bildt 1991–1994 var Belfrage statssekreterare på UD:s handelsavdelning och Sveriges chefsförhandlare i förhandlingarna med Europeiska gemenskaperna om ett eventuellt svenskt medlemskap. Från 1994 till 1999 var han Sveriges ständige representant vid Europeiska unionen i Bryssel med titeln ambassadör. Han är den förste som innehaft ämbetet (Sverige hade dock även tidigare ambassadörer vid svenska EG-delegationen).
Belfrages arbete kring europeisk integration har fortsatt och vid återkomsten till Sverige 1999 utsågs han till utrikesråd med ansvar för EU-frågor. I denna roll intog han en framträdande roll i förberedelserna för Sveriges första period som ordförandeland i Europeiska unionen januari–juni 2001.
Från december 2001 var Belfrage Sveriges ambassadör i Paris. Han överlämnade sina kreditivbrev från kung Carl XVI Gustaf till president Jacques Chirac den 22 januari 2002. Frank Belfrage var då även sidoackrediterad som Sveriges ambassadör i Monaco. Sitt residens hade han dock på ambassaden i Paris. Belfrage är kommendör av Hederslegionen och var 2002–2006 ordförande i styrelsen för Svenska studenthemmet i Paris.
När regeringen Reinfeldt tillträdde i oktober 2006 utågs Belfrage till kabinettssekreterare.

## Familj
Frank Belfrage tillhör ätten Belfrage. Han är son till diplomaten Kurt-Allan Belfrage och dennes franskfödda hustru Renée Puaux, bror till företagsledaren Erik Belfrage samt brorson till ambassadör Leif Belfrage, som var kabinettssekreterare 1956–1967. Frank Belfrage är gift och har fyra döttrar.